# Janesville (Wisconsin)
Janesville is een plaats (city) in de Amerikaanse staat Wisconsin, en valt bestuurlijk gezien onder Rock County. Van 1923 tot 2009 bevond zich in Janesville een autoassemblagefabriek van General Motors: Janesville Assembly.

## Demografie
Bij de volkstelling in 2000 werd het aantal inwoners vastgesteld op 59.498. In 2006 is het aantal inwoners door het United States Census Bureau geschat op 62.998, een stijging van 3500 (5,9%). In 2010 telde Janesville 63.575 inwoners.

## Geografie

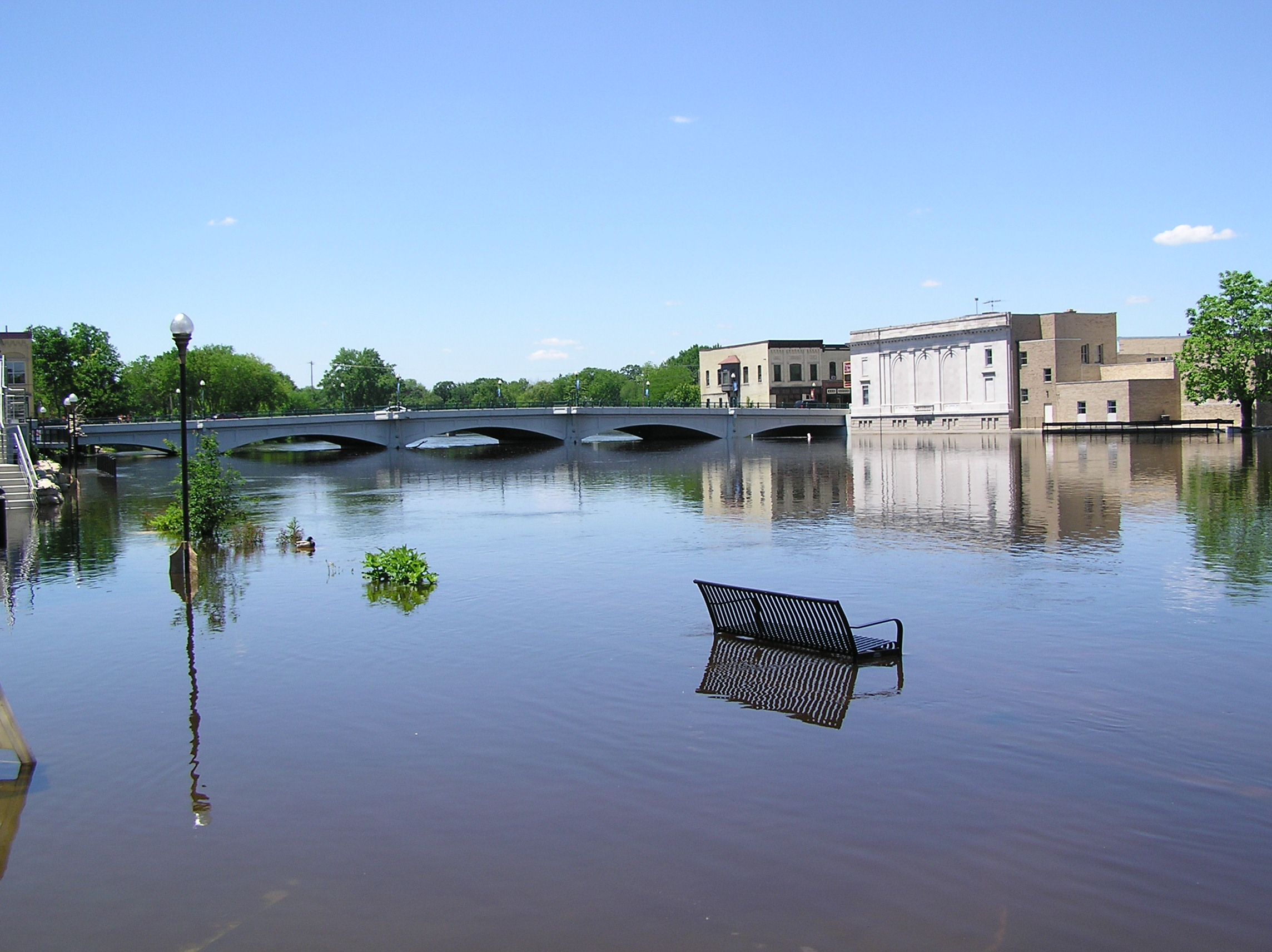
Overstroming van de Rock River in de binnenstad van Fort Atkinson, juni 2004

Volgens het United States Census Bureau beslaat de plaats een oppervlakte van 72,8 km², waarvan 71,3 km² land en 1,5 km² water.
Janesville ligt aan de Rock River, een zijrivier van de Mississippi met een lengte van naar schatting 459 kilometer.

## Plaatsen in de nabije omgeving
De onderstaande figuur toont nabijgelegen plaatsen in een straal van 20 km rond Janesville.

## Geboren
- Allene Tew (1872-1955), Amerikaanse socialite en, door haar huwelijken, ook Europese aristocrate
- Scott Mori (1941-2020), botanicus
- Paul Ryan (29 januari 1970), Republikeins politicus; oud-voorzitter van het Huis van Afgevaardigden
- Tucker Fredricks (16 april 1984), schaatser